# Калібр 155 мм

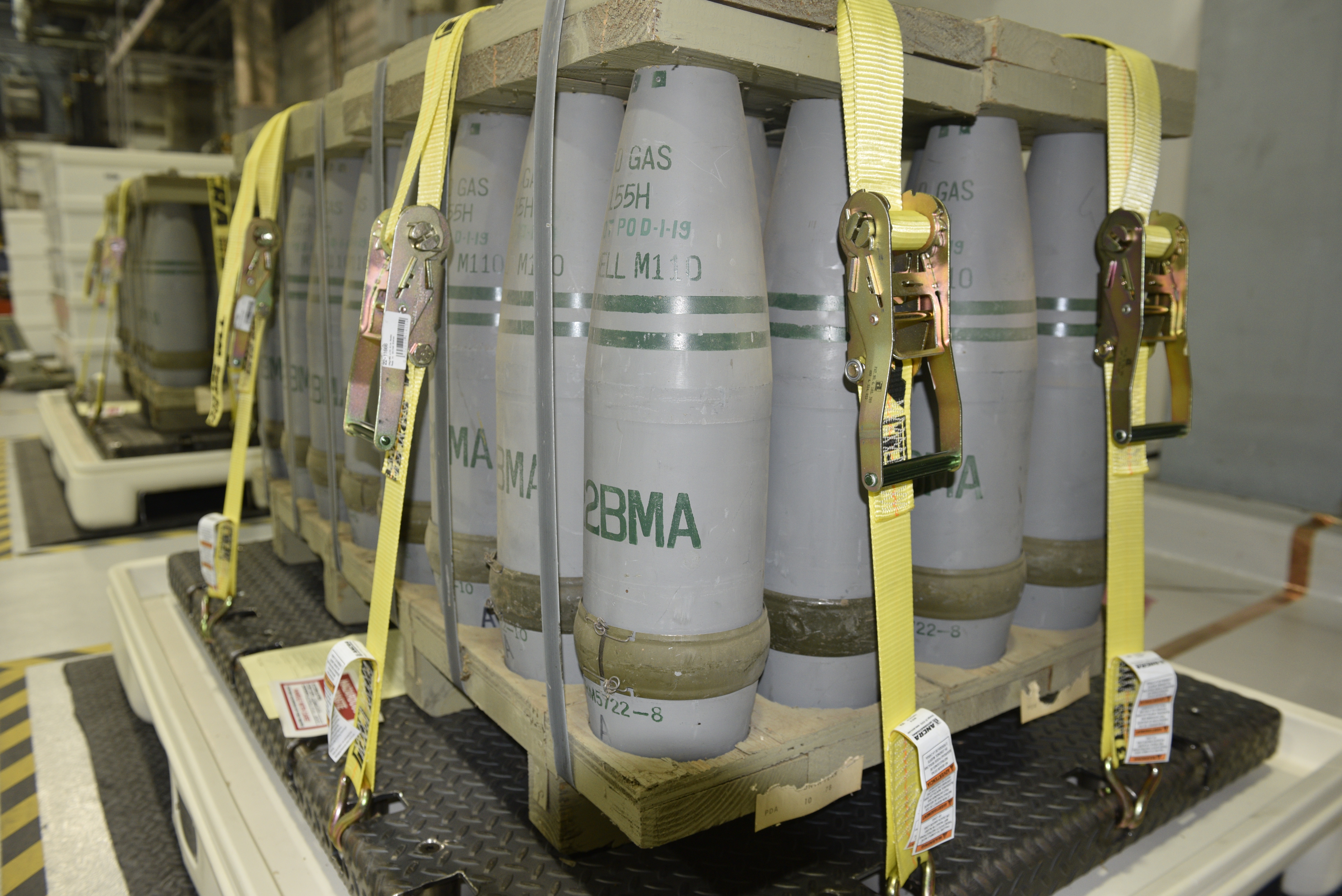

155 мм (6,1 дюйма) — поширений калібр артилерії, стандарт НАТО. Зазвичай використовується в польових гарматах, гаубицях і гарматах-гаубицях.
Аналогом у СРСР і колишніх радянських країнах є калібр 152 мм.

## Сухопутна артилерія
З кінця 20 століття більшість армій НАТО взяли на озброєння 155-мм зброю як універсальний стандарт.

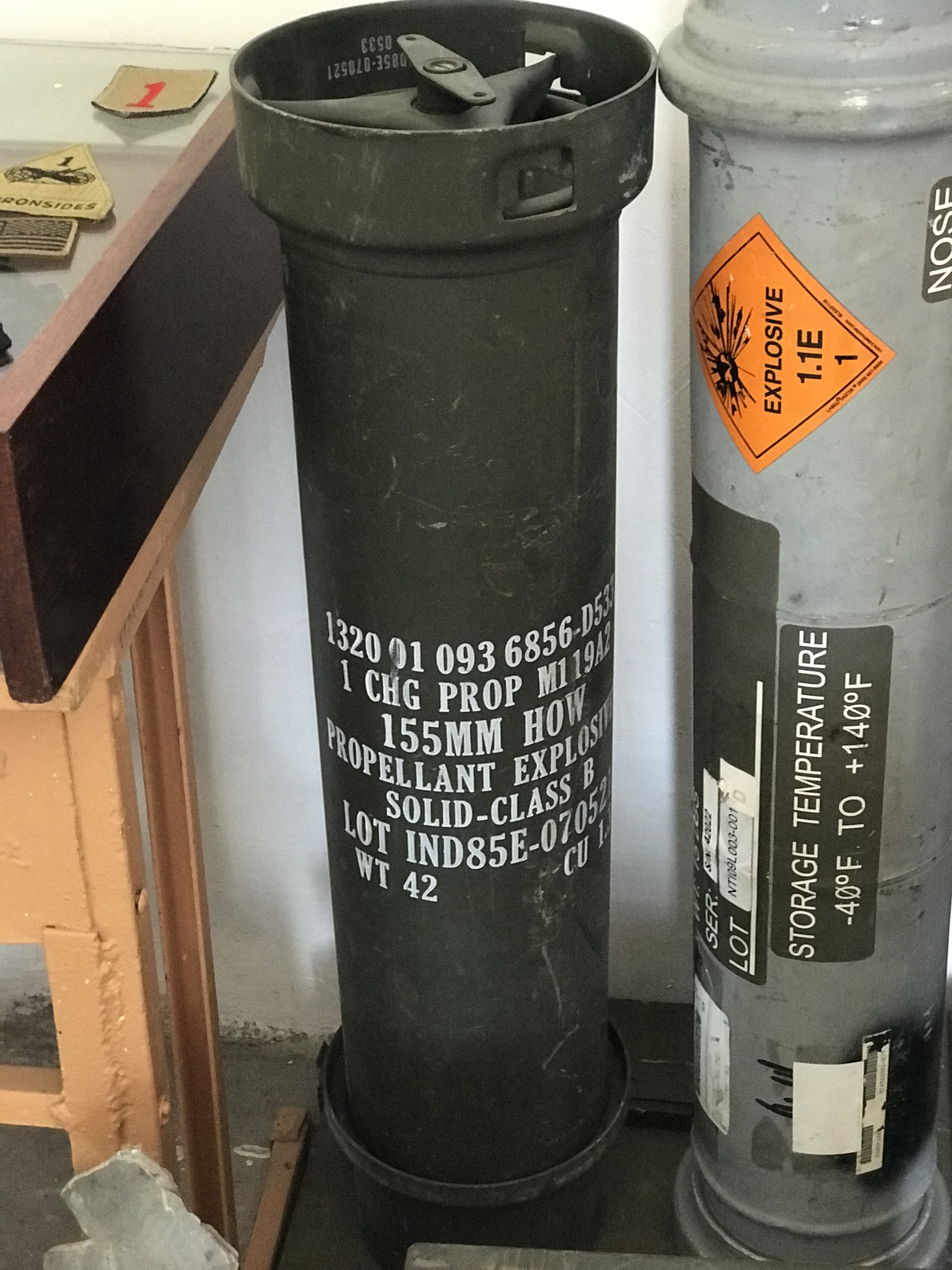
Корпус снаряда калібру 155 мм в музеї міста Буськ

Вважається, що вони досягають гарного компромісу між дальністю та руйнівною силою, а використання лише одного калібру спрощує логістику. Це призвело до застарівання зброї більшого калібру, такої як 175 мм і 203 мм, хоча деякі військові зберегли 105 мм зброю через меншу вагу і мобільність[джерело?].
Для підвищення ефективності боротьби з піхотою в укриттях та з бронетехнікою на початку 1960-тих років у Сполучених Штатах були запроваджені касетні снаряди — англ. Improved Conventional Munitions, ICM. Першим таким снарядом став M449 ICM-AP (протипіхотний) з 60 касетними бойовими елементами M43A1. Наступним касетним снарядом став M483 DPICM з 64 бойовими елементами M42 та 32 M46. Надалі було створено касетний снаряд M864 PDICM з  донним газогенератором.
У 1980-х у США були створені касетні снаряди для дистанційного мінування місцевості M692 та M731 з протипіхотними мінами та M718 та M741 з протитанковими мінами.
В середині 1950-х для використання САУ M109 було створено ядерні снаряди: M454 AFAP з бойовою частиною W48 потужністю 100 тонн у тротиловому еквіваленті.
Також були створені снаряди споряджені хімічними отруйними речовинами (хімічна зброя): M110, M121A1 та M687.

## Морська артилерія
Після Другої світової війни калібр 155 мм не знайшов застосування серед військово-морських сил, попри його поширеність на суходолі, при цьому більшість військово-морських сил НАТО та об'єднаних сил використовують 76 мм, 100 мм, 114 мм, або 127-мм гармати на сучасних військових кораблях[джерело?].
У якийсь момент британське міністерство оборони вивчало підвищення калібру 4,5-дюймових морських гармат 114 mm/55 Mark 8 Королівського флоту, щоб надати підвищену вогневу міць і загальний калібр між Королівським флотом і британською армією. Однак проект був закритий в зв'язку з схожою дальністю систем обох калібрів, різними вимогами для систем та нестачею коштів для проекту.

## Номенклатура боєприпасів
Неповний перелік.
- DM121 () — загального призначення
- SMArt 155 () — протитанковий, касетний
- K307()  — загального призначення
- M107 () — загального призначення
- M483 () — касетний снаряд подвійного призначення — протипіхотний та проти бронетехніки
- M549 () — активно-реактивний снаряд
- M687 () — снаряд з хімічною зброєю
- M692/M731 () — снаряд постановки протипіхотних мін
- M712 Copperhead () — протитанковий снаряд з лазерним наведенням
- M795 () — загального призначення (на заміну M107)
- M864 () — касетний боєприпас
- M982 Excalibur ( / ) — снаряд з наведенням за GPS
- W48 (M45 Artillery Fired Atomic Projectile (AFAP) () — снаряд з ядерною боєголовкою, потужністю 72 тони в тротиловому еквіваленті
- Bofors 155 Bonus ( / ) — протитанковий касетний снаряд
- «Квітник» () — осколково-фугасний високоточний боєприпас з лазерною напівактивною головкою самонаведення. Розроблений як для гармат калібру 152 мм, так і 155 мм.
- Leonardo Vulcano (OTO Vulcano) — сімейство підкаліберних осколково-фугасних керованих (GLR) та некерованих (BER) снарядів. Також є версії для «морських» гармат калібру 76 мм та 127 мм.
- КМ-2 «Краснополь-М2» () — 155-мм варіант російського високоточного снаряда «Краснополь»

Експериментальні:
- Hypervelocity Projecile (HVP) () — експериментальний снаряд з підвищеною швидкістю польоту, призначений для систем протиракетної оборони
- Long Range Land Attack Projectile (LRLAP) () — скасована розробка для морської гармати Advanced Gun System
- Ramjet 155 — снаряд розробки компаній Boeing та Nammo з прямоточним повітряно-реактивним двигуном, матиме ефективну дальність до 150 км[4]

## Використання

### Україна
В червні 2021 року президент компанії — голова правління ДАХК «Артем» Володимир Зімін повідомив, що у рамках дослідної конструкторської роботи «Ковш-55» зі створення вітчизняних 155-мм снарядів, підприємство переходить до випробувань готових боєприпасів.
На початку липня 2021 року стало відомо, що філія № 1 Держпідприємства «Спецоборонмаш», яке входить до складу Укроборонпрому, успішно опанувала технологію спорядження 155-мм снарядів методом вакуумного заливання.
Повідомляється, що цей метод дає змогу досягати максимальної щільності вибухових речовин, завдяки чому вражаюча дія снарядів значно посилюється. Раніше вакуумне заливання використовували лише на одному підприємстві Концерну — Донецькому казенному заводі хімічних виробів, який перебуває на непідконтрольній Україні території.
Технологія освоєна іншим підприємством Укроборонпрому та з'явилася можливість її застосування для серійного виробництва снарядів. Перша партія продукції успішно споряджена та відправлена на випробування.

### Російсько-українська війна

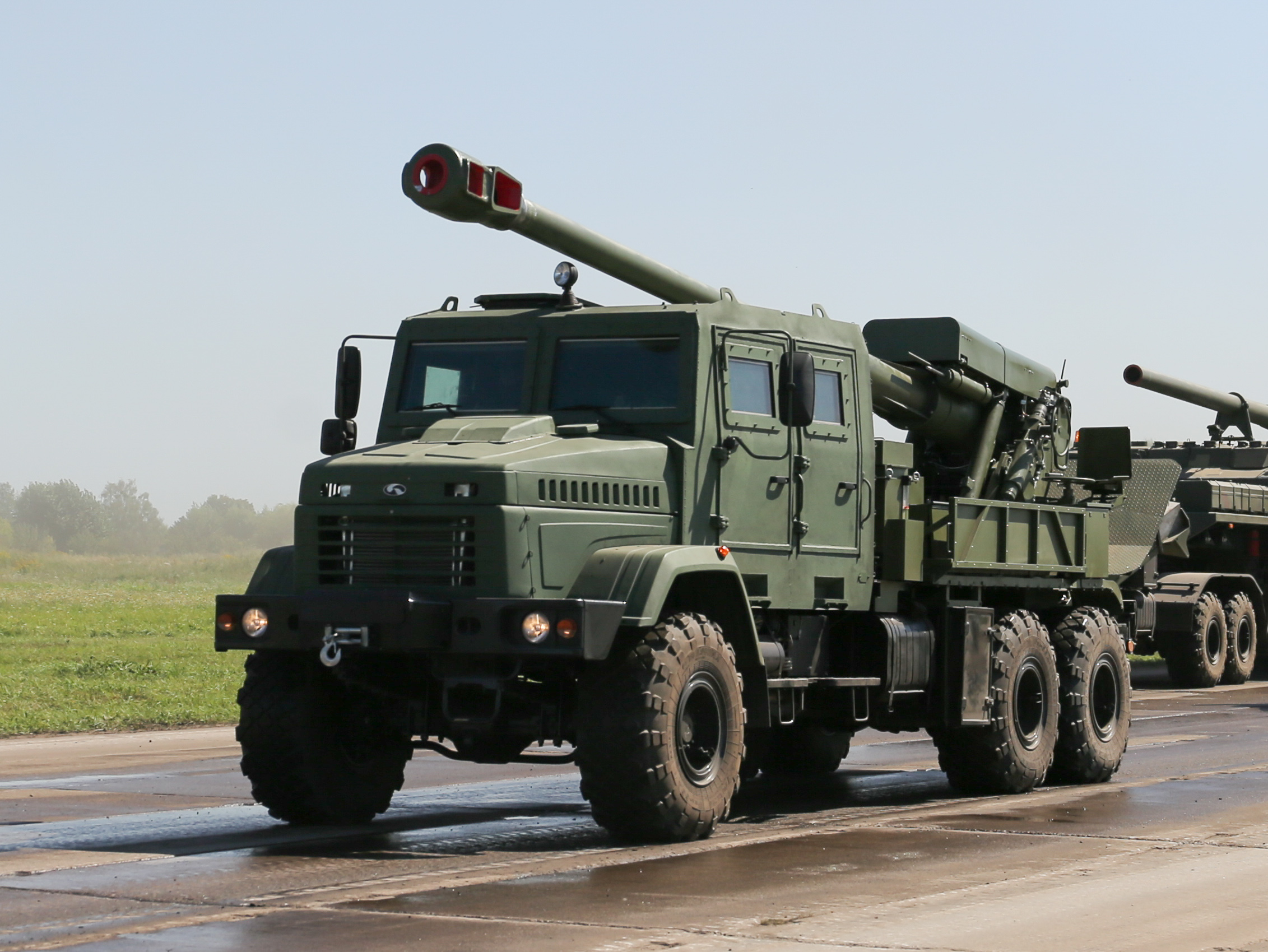
Дослідний зразок САУ «Богдана» — єдина 155 мм артилерійська установка в наявності в Україні на початку повномасштабного вторгнення

Повномасштабну збройну агресію Росії Україна зустріла з єдиною артилерійською установкою калібру 155 мм — дослідним зразком САУ «Богдана» вітчизняного виробництва. 25 лютого 2022 року її розробникам надійшло розпорядження — знищити її, щоб новітня українська САУ не дісталась ворогу. Проте її вдалось врятувати: в Краматорську дослідний зразок був розібраний на деталі, й в такому вигляді вивезений у тил, до Житомира. Там її вдалось зібрати назад й відправити на фронт.
З часом Україна стала отримувати від країн-партнерів артилерійські установки калібру 155 мм (зі стволами до 52 калібрів завдовжки) та боєприпаси до них. Так, російсько-українська війна стала першим збройним конфліктом великої інтенсивності, де водночас були застосовані артилерійські системи радянського-російського калібру 152 мм та 155 мм. Згідно озвученої експертом компанії Janes даних артилерійські системи калібру 155 мм в Українських руках довели перевагу над радянськими-російськими системами: дальність стрільби зросла до 35-40 км, точність зросла у 1,5-1,7 раз, а витрата боєприпасів скоротилась в 1,8-2 рази.
На стільки значна перевага, та іще й показана в умовах реальних бойових дій, стала одним з аргументів, що спонукав російського аналітика центру АСТ запропонувати російській армії відмовитись від успадкованого від СРСР основного калібру й перейти на НАТО-вський калібр.
8 квітня 2022 року на тлі російсько-української війни в засобах масової інформації з'явилась інформація про переговори між Україною та Словаччиною про придбання 16 машин 155-мм САУ Zuzana з наявності.
13 квітня 2022 року Пентагон оприлюднив подробиці нового пакету міжнародної технічної допомоги Україні до складу якої увійшли 18 причіпних гаубиць калібру 155 мм, імовірно М777 та 40 тисяч артилерійських пострілів до них.
22 квітня 2022 року, міністр національної оборони Канади Аніта Ананд повідомила про передачу Україні гаубиць M777. Також телекомпанія CBC повідомила й про те, що крім звичайних боєприпасів до цих гаубиць, Канада передала Україні й певну кількість високоточних снарядів M982 Excalibur, які залишилися у них після афганської війни.
Наприкінці квітня 2022 року британські ЗМІ повідомили про намір Великої Британії передати Україні 20 САУ AS-90 та ще 45 тисяч снарядів для них. Самохідні артилерійські установки будуть передані зі складу Збройних сил Великої Британії. Навчання відбуватиметься в одній з країн поблизу України.
В травні 2022 року італійське видання La Republica повідомило про погодження третього пакету допомоги Україні, до якого увійшли причіпні гаубиці FH70. Ще до кінця місяця гаубиці були на передовій.
Станом на середину червня 2022 року Україна отримала від союзників шість різних видів артилерійських систем калібру 155 мм: M777, FH70, CAESAR, M109A3, AHS Krab та PzH 2000. Сукупна кількість отриманих артилерійських установок уже перевищила 150 одиниць, а отриманих снарядів до них — на 10 % більше за запас «радянських» снарядів до 24 лютого 2022 року. В серпні арсенал поповнив уже сьомий вид — словацькі колісні САУ Zuzuana 2.
Станом на 24 серпня 2022 року одні лише Сполучені Штати передали Україні 806 тисяч снарядів цього калібру із запасів Армії США.
Наприкінці серпня-початку липня 2022 року на озброєнні українських артилеристів були помічені снаряди DM121.
Та через інтенсивні бойові дії станом на літо 2023 року утворився певний дефіцит унітарних артилерійських снарядів й в липні 2023 року Сполучені Штати вирішили передати касетні артилерійські снаряди M864.